# Maria Magdalene (Film)
Maria Magdalene ist ein in schwarzweiß gedrehter Stummfilm von Reinhold Schünzel aus dem Jahr 1920.

## Produktion
Der Film wurde von Arzén von Cserépy für die Cserépy-Film Co. GmbH in Berlin produziert. Regie führte Reinhold Schünzel. Er wurde im Format 35 mm (1:1.33) gedreht und die Filmbauten wurden von Hans Dreier gestaltet.

## Handlung
Die Handlung des Films richtet sich nach dem Bühnenwerk Maria Magdalene von Friedrich Hebbel aus dem Jahr 1844.

## Veröffentlichung
Die Premiere des Films fand am 12. Februar 1920 in Berlin statt.